# くにさき六郷温泉
くにさき六郷温泉（くにさきろくごうおんせん）は、大分県豊後高田市にある温泉である。

## 概説
豊後高田市内にある6つの温泉の総称である。大半の温泉の泉質が塩類泉であり、塩類泉に含まれる炭酸水素塩泉・硫酸塩泉・塩化物泉の3種類を網羅している。このように3種類の塩類泉がそろうことは、源泉数日本一の大分県でも珍しいとされる。
6施設のうち旅庵 蕗薹の温泉は宿泊者専用であるが、他の5つの温泉は立ち寄りが可能。1,000円で5施設が利用可能な「くにさき六郷温泉 湯めぐる手形」が発売されている。

## くにさき六郷温泉を構成する温泉

### 花いろ温泉
市営の温泉。2014年10月にリニューアルし、泉温30℃の温泉と泉温24℃の冷鉱泉の2つの異なる源泉の100％かけ流し露天風呂が新設された。また、硬度1,500超の超硬水の飲泉もある
- 泉質 - 炭酸水素塩泉、炭酸水素塩冷鉱泉[1]
- 住所 - 大分県豊後高田市美和1335-1
- 営業時間 - 10:00-22：00
- 休日 - 第2・第4水曜日

### 夷谷温泉
夷谷にある市営の温泉。2014年12月にリニューアルし、男女の和風露天風呂が新設された。
- 泉質 - 硫酸塩泉[1]
- 住所 - 大分県豊後高田市夷1851-1
- 営業時間 - 10：00-22：00
- 休日 - 第2・第4月曜日

### スパランド真玉（真玉温泉 山翆荘）
- 泉質 - 炭酸水素塩・塩化物泉[1]
- 住所 - 大分県豊後高田市城前156-1
- 営業時間 - 10:00-22:00
- 休日 - 第2・第4火曜日

### ほうらいの里 仙人湯
- 泉質 - 単純温泉[1]
- 住所 - 大分県豊後高田市大岩屋46
- 営業時間 - 13:00-22：00
- 休日 - 金曜日・最終木曜日

### 海門温泉
海門荘にある温泉。2015年7月にリニューアルした。塩分濃度が海水よりも高いとされる。
- 泉質 - 塩化物泉[1]
- 住所 - 大分県豊後高田市中真玉1778-8
- 営業時間 - 平日 14：00-20：00／土日祝11：00-20：00
- 休日 - 第2・第4木曜日

### 旅庵 蕗薹
宿泊者専用の温泉。
- 泉質 - 炭酸水素塩泉[1]
- 住所 - 大分県豊後高田市田染荘2365